# 身代わり忠臣蔵
『身代わり忠臣蔵』（みがわりちゅうしんぐら）は、土橋章宏が2018年に発表した日本の小説。幻冬舎より出版。
時代劇『忠臣蔵』をモチーフに、吉良上野介が松之大廊下での刃傷沙汰で死亡し、彼にそっくりな弟が替え玉に仕立て上げられたことで起こる騒動を描く。
2024年に映画版が公開された。

## あらすじ
時は江戸時代中期、江戸城内の松之大廊下で播磨国赤穂藩藩主・浅野内匠頭が突然吉良上野介に斬りかかるという事件が起きた。
浅野は即日切腹となったが、斬りつけられた吉良も瀕死の状態に陥っていた。吉良の家臣たちはこのことを隠すため、彼にそっくりな弟の孝証を替え玉に仕立て上げる。

## 映画
2024年2月9日に公開された。監督は河合勇人、主演はムロツヨシ。また、原作者の土橋自身が脚本を手掛けている。

### 映画あらすじ
吉良孝証(たかあき)は高家旗本・吉良上野介の末弟だが出家し、乞食坊主に落ちぶれて放浪生活を送っていた。元禄14年（1701年)、川に落ち流された孝証は川下で、赤穂藩の国家老である大石内蔵助に救助された。内蔵助は所要で江戸に上る途中だったが、互いに名乗のらず別れる2人。
江戸で藩主の浅野内匠頭に挨拶し、国元ヘ帰る内蔵助。赤穂藩はこの年、勅使饗応の接待役を任されていたが、指南役の吉良上野介は内匠頭に何一つ教えようとしなかった。激怒し、城中松の廊下で吉良に斬りかかる内匠頭。
孝証に上野介の身代わりを頼む側用人の斎藤。実は上野介は重傷で、死ねば吉良家はお取り潰しとなるために、上野介と瓜二つの孝証で急場をしのぐ計画だった。小判を貰い、一度だけならと引き受ける孝証。しかし、上野介が死に、孝証は千両の報酬で化け続けることになった。
国元で内匠頭が切腹したとの知らせを受ける内蔵助。上野介にお咎めが無かったことを不満に思う赤穂の藩士たち。まずはお家再興を目指した内匠頭は、仇討ちをと息巻く藩士たちを宥(なだ)めるために江戸に上った。
上野介の身近には、借金の形(かた)に差し出された桔梗という美しい小間使いがいた。桔梗が気になるが、上野介のようには手を出せず、憂さ晴らしに吉原遊廓に遊びに行って内蔵助と再会する孝証。内蔵助と意気投合したが、彼が取り潰された赤穂の家老だと知った孝証は、仇討ちを恐れて逃げ帰った。
ケチで嫌味だった上野介が、自分は贅沢をしながら家臣に質素倹約を強いていたことを知り、善政を敷いて行く孝証。そんな吉良家に老中の柳沢吉保は、辺鄙な本所への屋敷替えを命じた。赤穂のお家再興を認める気のない柳沢は、赤穂が仇討ちに動くと予想し、赤穂の浪士をわざと誘き出して討ち取ることを吉良家に命じたのだ。
内蔵助と会って、討ち入れば返り討ちだと柳沢吉保の計画を知らせる孝証。それでも討ち入る覚悟の内蔵助。自分が上野介の身代わりだと明かした孝証は、討ち入って自分の首を取り柳沢の裏をかけと、決死の覚悟で内蔵助と段取りを定めた。
元禄15年（1702年)12月14日、吉良家に討ち入る赤穂浪士。打ち合わせ通りに討たれようと炭小屋で内蔵助と落ち合う孝証。上野介の首を取った赤穂浪士は、内匠頭が眠る泉岳寺を目指し、首を奪い返しに来た清水一学らの攻撃も退けた。
実は生きていた孝証。炭小屋で塩漬けにされた本物の上野介の遺体を見つけた内蔵助は、上野介の首を取り、孝証を逃したのだ。千両の報奨は取り潰された吉良家に返し、切腹した内蔵助の墓前で泣いた孝証は、桔梗と共に歩み去って行った。

### キャスト
- 吉良孝証 / 吉良上野介：ムロツヨシ
- 大石内蔵助：永山瑛太[2]
- 桔梗：川口春奈[3]
- 清水一学：寛一郎[4]
- 堀部安兵衛：森崎ウィン[5]
- 堀江半右衛門：本多力[4]
- 原惣右衛門：星田英利[5]
- 加藤太右衛門：板垣瑞生[4]
- 片岡源五右衛門：廣瀬智紀[5]
- 奥田孫太夫：濱津隆之[5]
- 春凪：加藤小夏[4]
- 岡野金右衛門：野村康太[5]
- 間十次郎：入江甚儀[5]
- 大石りく：野波麻帆[5]
- 浅野内匠頭：尾上右近[5]
- 高尾太夫：橋本マナミ[4]
- 斎藤宮内：林遣都[3]
- 徳川綱吉：北村一輝[3]
- 柳沢吉保：柄本明[3]
- ナレーション：森七菜[6][7]

### スタッフ
- 原作：土橋章宏『身代わり忠臣蔵』（幻冬舎文庫）
- 監督：河合勇人
- 脚本：土橋章宏
- 音楽：海田庄吾
- テーマ曲：東京スカパラダイスオーケストラ「The Last Ninja」（cutting edge / JUSTA RECORD）
- 企画・プロデュース：橋本恵一
- プロデューサー：森田美桜、福島一貴
- 共同プロデューサー：飯田雅裕
- ラインプロデューサー：髙瀬博行
- キャスティングプロデューサー：福岡康裕
- 音楽プロデューサー：津島玄一
- 宣伝プロデューサー：泉真人、笹田文代
- 撮影：木村信也
- 照明：石黒靖浩
- 録音：渡辺真司
- 美術：松宮敏之
- 編集：瀧田隆一
- 殺陣師：清家三彦（東映剣会）
- 装飾：石村嘉宏
- 持道具：井上充
- 衣装デザイン：大塚満
- 衣装：古賀博隆
- メイク・床山：山下みどり
- 結髪：松浦真理
- 特殊メイク・造形スーパーバイザー：江川悦子
- 特殊メイク・造形：神田裕文、佐々木誠人
- 操演：羽鳥博幸
- スクリプター：杉本友美
- 音響効果：北田雅也
- 監督補：中村圭良
- 助監督：宇喜田尚
- 製作担当：谷敷裕也
- 助成：文化庁文化芸術振興費補助金（映画創造活動支援事業）独立行政法人日本芸術文化振興会
- 製作プロダクション：東映京都撮影所
- プロダクション協力：AOI Pro.
- 製作幹事・配給：東映
- 製作：「身代わり忠臣蔵」製作委員会（東映、TCエンタテインメント、電通、朝日新聞社、AOI Pro.、ニッポン放送、日本出版販売、毎日放送、コーエーテクモゲームス）